# Sasi Kapur
Sasi Kapur, Shashi Kapoor (Kalkutta, 1938. március 18. – Mumbai, 2017. december 4.) indiai színész, filmrendező, producer.

## Főbb filmszerepei
- A csavargó (Awaara) (1951)
- Jab Jab Phool Khile (1965)
- Sziddhártha (Siddhartha) (1972)
- Deewaar (1975)
- Junoon (1979)
- Láncolat (Silsila) (1981)
- Hőség és homok (Heat and Dust) (1981)
- Tavaszünnep (Utsav) (1984)
- New Delhi Times (1986)
- Sammy-t és Rosie-t ágyba viszik (Sammy and Rosie Get Laid) (1987)
- Gazemberek (The Deceivers) (1988)
- Muhafiz (1993)
- Gulliver utazásai (Gulliver's Travels) (1996, tv-film); Rajah